# Lista de finais femininas em simples do Australian Open
Esta é a lista de finais femininas em simples do Australian Open.
Australasian Championships (1922–1926) e Australian Championships (1927–1968) referem-se à era amadora. Australian Open, a partir de 1969, refere-se à era profissional ou aberta.
Normalmente disputado em janeiro, o torneio foi movido para dezembro no período de 1977–1985, voltando à programação anterior a seguir. Para se adequar a essas mudanças, o ano de 1977 teve duas edições - em janeiro e dezembro -, enquanto que 1986 não contou com o evento.

## Por ano

### Era aberta
| Ano                                                      | Campeã                  | Vice-campeã                | Resultado      | Piso |
| -------------------------------------------------------- | ----------------------- | -------------------------- | -------------- | ---- |
| 2025                                                     | Madison Keys            | Aryna Sabalenka            | 6–3, 2–6, 7–5  |      |
| 2024                                                     | Aryna Sabalenka         | Zheng Qinwen               | 6–3, 6–2       |      |
| 2023                                                     | Aryna Sabalenka         | Elena Rybakina             | 4–6, 6–3, 6–4  |      |
| 2022                                                     | Ashleigh Barty          | Danielle Collins           | 6–3, 7–62      |      |
| 2021                                                     | Naomi Osaka             | Jennifer Brady             | 6–4, 6–3       |      |
| 2020                                                     | Sofia Kenin             | Garbiñe Muguruza           | 4–6, 6–2, 6–2  |      |
| 2019                                                     | Naomi Osaka             | Petra Kvitová              | 7–62, 5–7, 6–4 |      |
| 2018                                                     | Caroline Wozniacki      | Simona Halep               | 7–62, 3–6, 6–4 |      |
| 2017                                                     | Serena Williams         | Venus Williams             | 6–4, 6–4       |      |
| 2016                                                     | Angelique Kerber        | Serena Williams            | 6–4, 3–6, 6–4  |      |
| 2015                                                     | Serena Williams         | Maria Sharapova            | 6–3, 7–65      |      |
| 2014                                                     | Li Na                   | Dominika Cibulková         | 7–63, 6–0      |      |
| 2013                                                     | Victoria Azarenka       | Li Na                      | 4–6, 6–4, 6–3  |      |
| 2012                                                     | Victoria Azarenka       | Maria Sharapova            | 6–3, 6–0       |      |
| 2011                                                     | Kim Clijsters           | Li Na                      | 3–6, 6–3, 6–3  |      |
| 2010                                                     | Serena Williams         | Justine Henin              | 6–4, 4–6, 6–2  |      |
| 2009                                                     | Serena Williams         | Dinara Safina              | 6–0, 6–3       |      |
| 2008                                                     | Maria Sharapova         | Ana Ivanović               | 7–5, 6–3       |      |
| 2007                                                     | Serena Williams         | Maria Sharapova            | 6–1, 6–2       |      |
| 2006                                                     | Amélie Mauresmo         | Justine Henin              | 6–1, 2–0, ab.  |      |
| 2005                                                     | Serena Williams         | Lindsay Davenport          | 2–6, 6–3, 6–0  |      |
| 2004                                                     | Justine Henin           | Kim Clijsters              | 6–3, 4–6, 6–3  |      |
| 2003                                                     | Serena Williams         | Venus Williams             | 7–64, 3–6, 6–4 |      |
| 2002                                                     | Jennifer Capriati       | Martina Hingis             | 4–6, 7–67, 6–2 |      |
| 2001                                                     | Jennifer Capriati       | Martina Hingis             | 6–4, 6–3       |      |
| 2000                                                     | Lindsay Davenport       | Martina Hingis             | 6–1, 7–5       |      |
| 1999                                                     | Martina Hingis          | Amélie Mauresmo            | 6–2, 6–3       |      |
| 1998                                                     | Martina Hingis          | Conchita Martínez          | 6–3, 6–3       |      |
| 1997                                                     | Martina Hingis          | Mary Pierce                | 6–2, 6–2       |      |
| 1996                                                     | Monica Seles            | Anke Huber                 | 6–4, 6–1       |      |
| 1995                                                     | Mary Pierce             | Arantxa Sánchez Vicario    | 6–3, 6–2       |      |
| 1994                                                     | Steffi Graf             | Arantxa Sánchez Vicario    | 6–0, 6–2       |      |
| 1993                                                     | Monica Seles            | Steffi Graf                | 4–6, 6–3, 6–2  |      |
| 1992                                                     | Monica Seles            | Mary Joe Fernández         | 6–2, 6–3       |      |
| 1991                                                     | Monica Seles            | Jana Novotná               | 5–7, 6–3, 6–1  |      |
| 1990                                                     | Steffi Graf             | Mary Joe Fernández         | 6–3, 6–4       |      |
| 1989                                                     | Steffi Graf             | Helena Sukova              | 6–4, 6–4       |      |
| 1988                                                     | Steffi Graf             | Chris Evert                | 6–1, 7–63      |      |
| 1987                                                     | Hana Mandlíková         | Martina Navrátilová        | 7–5, 7–61      |      |
| Torneio não realizado em 1986, devido à mudança de data. |                         |                            |                |      |
| 1985                                                     | Martina Navrátilová     | Chris Evert                | 6–2, 4–6, 6–2  |      |
| 1984                                                     | Chris Evert             | Helena Sukova              | 6–7, 6–1, 6–3  |      |
| 1983                                                     | Martina Navrátilová     | Kathy Jordan               | 6–2, 7–6       |      |
| 1982                                                     | Chris Evert             | Martina Navrátilová        | 6–3, 2–6, 6–3  |      |
| 1981                                                     | Martina Navrátilová     | Chris Evert                | 6–7, 6–4, 7–5  |      |
| 1980                                                     | Hana Mandlíková         | Wendy Turnbull             | 6–0, 7–5       |      |
| 1979                                                     | Barbara Jordan          | Sharon Walsh               | 6–3, 6–3       |      |
| 1978                                                     | Chris O'Neil            | Betsy Nagelsen             | 6–3, 7–6       |      |
| 1977 (dez.)                                              | Evonne Goolagong Cawley | Helen Gourlay Cawley       | 6–3, 6–0       |      |
| 1977 (jan.)                                              | Kerry Reid              | Dianne Fromholtz Balestrat | 7–5, 6–2       |      |
| 1976                                                     | Evonne Goolagong Cawley | Renáta Tomanová            | 6–2, 6–2       |      |
| 1975                                                     | Evonne Goolagong Cawley | Martina Navrátilová        | 6–3, 6–2       |      |
| 1974                                                     | Evonne Goolagong Cawley | Chris Evert                | 7–6, 4–6, 6–0  |      |
| 1973                                                     | Margaret Court          | Evonne Goolagong Cawley    | 6–4, 7–5       |      |
| 1972                                                     | Virginia Wade           | Evonne Goolagong Cawley    | 6–4, 6–4       |      |
| 1971                                                     | Margaret Court          | Evonne Goolagong Cawley    | 2–6, 7–6, 7–5  |      |
| 1970                                                     | Margaret Court          | Kerry Melville             | 6–3, 6–1       |      |
| 1969                                                     | Margaret Court          | Billie Jean King           | 6–4, 6–1       |      |

### Era amadora
| Ano                                                                       | Campeã                   | Vice-campeã              | Resultado          | Piso |
| ------------------------------------------------------------------------- | ------------------------ | ------------------------ | ------------------ | ---- |
| 1968                                                                      | Billie Jean King         | Margaret Smith Court     | 6–1, 6–2           |      |
| 1967                                                                      | Nancy Richey             | Lesley Turner            | 6–1, 6–4           |      |
| 1966                                                                      | Margaret Court           | Nancy Richey             | w.o.               |      |
| 1965                                                                      | Margaret Court           | Maria Esther Bueno       | 5–7, 6–4, 5–2, ab. |      |
| 1964                                                                      | Margaret Court           | Lesley Turner            | 6–3, 6–2           |      |
| 1963                                                                      | Margaret Court           | Jan Lehane               | 6–2, 6–2           |      |
| 1962                                                                      | Margaret Court           | Jan Lehane               | 6–0, 6–2           |      |
| 1961                                                                      | Margaret Court           | Jan Lehane               | 6–1, 6–4           |      |
| 1960                                                                      | Margaret Court           | Jan Lehane               | 7–5, 6–2           |      |
| 1959                                                                      | Mary Carter              | Renee Schuurman          | 6–2, 6–3           |      |
| 1958                                                                      | Angela Mortimer          | Lorraine Coghlan         | 6–3, 6–4           |      |
| 1957                                                                      | Shirley Fry              | Althea Gibson            | 6–3, 6–4           |      |
| 1956                                                                      | Mary Carter              | Thelma Coyne Long        | 3–6, 6–2, 9–7      |      |
| 1955                                                                      | Beryl Penrose            | Thelma Coyne Long        | 6–4, 6–3           |      |
| 1954                                                                      | Thelma Coyne Long        | Jenny Staley             | 6–3, 6–4           |      |
| 1953                                                                      | Maureen Connolly         | Julie Sampson            | 6–3, 6–2           |      |
| 1952                                                                      | Thelma Coyne Long        | Helen Angwin             | 6–2, 6–3           |      |
| 1951                                                                      | Nancye Wynne Bolton      | Thelma Coyne Long        | 6–1, 7–5           |      |
| 1950                                                                      | Louise Brough            | Doris Hart               | 6–4, 3–6, 6–4      |      |
| 1949                                                                      | Doris Hart               | Nancye Wynne Bolton      | 6–3, 6–4           |      |
| 1948                                                                      | Nancye Wynne Bolton      | Marie Toomey             | 6–3, 6–1           |      |
| 1947                                                                      | Nancye Wynne Bolton      | Nell Hall Hopman         | 6–3, 6–2           |      |
| 1946                                                                      | Nancye Wynne Bolton      | Joyce Fitch              | 6–4, 6–4           |      |
| Torneio não realizado entre 1941 e 1945, devido à Segunda Guerra Mundial. |                          |                          |                    |      |
| 1940                                                                      | Nancye Wynne Bolton      | Thelma Coyne             | 5–7, 6–4, 6–0      |      |
| 1939                                                                      | Emily Hood Westacott     | Nell Hall Hopman         | 6–1, 6–2           |      |
| 1938                                                                      | Dorothy Cheney           | Dorothy Stevenson        | 6–3, 6–2           |      |
| 1937                                                                      | Nancye Wynne Bolton      | Emily Hood Westacott     | 6–3, 5–7, 6–4      |      |
| 1936                                                                      | Joan Hartigan Bathurst   | Nancye Wynne             | 6–4, 6–4           |      |
| 1935                                                                      | Dorothy Round Little     | Nancye Wynne Bolton      | 1–6, 6–1, 6–3      |      |
| 1934                                                                      | Joan Hartigan Bathurst   | Margaret Molesworth      | 6–1, 6–4           |      |
| 1933                                                                      | Joan Hartigan Bathurst   | Coral McInnes Buttsworth | 6–4, 6–3           |      |
| 1932                                                                      | Coral McInnes Buttsworth | Kathrine Le Mesurier     | 9–7, 6–4           |      |
| 1931                                                                      | Coral McInnes Buttsworth | Marjorie Cox Crawford    | 1–6, 6–3, 6–4      |      |
| 1930                                                                      | Daphne Akhurst Cozens    | Sylvia Lance Harper      | 10–8, 2–6, 7–5     |      |
| 1929                                                                      | Daphne Akhurst Cozens    | Louise Bickerton         | 6–1, 5–7, 6–2      |      |
| 1928                                                                      | Daphne Akhurst Cozens    | Esna Boyd                | 7–5, 6–2           |      |
| 1927                                                                      | Esna Boyd Robertson      | Sylvia Lance Harper      | 5–7, 6–1, 6–2      |      |
| 1926                                                                      | Daphne Akhurst Cozens    | Esna Boyd                | 6–1, 6–3           |      |
| 1925                                                                      | Daphne Akhurst Cozens    | Esna Boyd                | 1–6, 8–6, 6–4      |      |
| 1924                                                                      | Sylvia Lance Harper      | Esna Boyd                | 6–3, 3–6, 8–6      |      |
| 1923                                                                      | Margaret Molesworth      | Esna Boyd                | 6–1, 7–5           |      |
| 1922                                                                      | Margaret Molesworth      | Esna Boyd                | 6–3, 10–8          |      |

Pisos: 
      Duro 
      Saibro 
      Grama 
      Carpete 

## Estatísticas

### Múltiplas campeãs
|  | Recorde |

| Jogadora                | Total | Era aberta | Duro | Grama | Anos                                                             |
| ----------------------- | ----- | ---------- | ---- | ----- | ---------------------------------------------------------------- |
| Margaret Court          | 11    | 4          | 0    | 11    | 1960, 1961, 1962, 1963, 1964, 1965, 1966, 1969, 1970, 1971, 1973 |
| Serena Williams         | 7     | 7          | 7    | 0     | 2003, 2005, 2007, 2009, 2010, 2015, 2017                         |
| Nancye Wynne Bolton     | 6     | 0          | 0    | 6     | 1937, 1940, 1946, 1947, 1948, 1951                               |
| Daphne Akhurst Cozens   | 5     | 0          | 0    | 5     | 1925, 1926, 1928, 1929, 1930                                     |
| Evonne Goolagong Cawley | 4     | 4          | 0    | 4     | 1974, 1975, 1976, 1977                                           |
| Steffi Graf             | 4     | 4          | 4    | 0     | 1988, 1989, 1990, 1994                                           |
| / Monica Seles          | 4     | 4          | 4    | 0     | 1991, 1992, 1993, 1996                                           |
| Joan Hartigan Bathurst  | 3     | 0          | 0    | 3     | 1933, 1934, 1936                                                 |
| Martina Navratilova     | 3     | 3          | 0    | 3     | 1981, 1983, 1985                                                 |
| Martina Hingis          | 3     | 3          | 3    | 0     | 1997, 1998, 1999                                                 |
| Margaret Molesworth     | 2     | 0          | 0    | 2     | 1922, 1923                                                       |
| Coral Buttsworth        | 2     | 0          | 0    | 2     | 1931, 1932                                                       |
| Thelma Coyne Long       | 2     | 0          | 0    | 2     | 1952, 1954                                                       |
| Mary Carter             | 2     | 0          | 0    | 2     | 1956, 1959                                                       |
| Chris Evert             | 2     | 2          | 0    | 2     | 1982, 1984                                                       |
| Hana Mandlíková         | 2     | 2          | 0    | 2     | 1980, 1987                                                       |
| Jennifer Capriati       | 2     | 2          | 2    | 0     | 2001, 2002                                                       |
| Victoria Azarenka       | 2     | 2          | 2    | 0     | 2012, 2013                                                       |
| Naomi Osaka             | 2     | 2          | 2    | 0     | 2019, 2021                                                       |
| Aryna Sabalenka         | 2     | 2          | 2    | 0     | 2023, 2024                                                       |
| Sylvia Lance Harper     | 1     | 0          | 0    | 1     | 1924                                                             |
| Esna Boyd Robertson     | 1     | 0          | 0    | 1     | 1927                                                             |
| Dorothy Round Little    | 1     | 0          | 0    | 1     | 1935                                                             |
| Dorothy Cheney          | 1     | 0          | 0    | 1     | 1938                                                             |
| Emily Hood Westacott    | 1     | 0          | 0    | 1     | 1939                                                             |
| Doris Hart              | 1     | 0          | 0    | 1     | 1949                                                             |
| Louise Brough           | 1     | 0          | 0    | 1     | 1950                                                             |
| Maureen Connolly        | 1     | 0          | 0    | 1     | 1953                                                             |
| Beryl Penrose           | 1     | 0          | 0    | 1     | 1955                                                             |
| Shirley Fry             | 1     | 0          | 0    | 1     | 1957                                                             |
| Angela Mortimer         | 1     | 0          | 0    | 1     | 1958                                                             |
| Nancy Richey            | 1     | 0          | 0    | 1     | 1967                                                             |
| Billie Jean King        | 1     | 0          | 0    | 1     | 1968                                                             |
| Virginia Wade           | 1     | 1          | 0    | 1     | 1972                                                             |
| Kerry Reid              | 1     | 1          | 0    | 1     | 1977                                                             |
| Chris O'Neil            | 1     | 1          | 0    | 1     | 1978                                                             |
| Barbara Jordan          | 1     | 1          | 0    | 1     | 1979                                                             |
| Mary Pierce             | 1     | 1          | 1    | 0     | 1995                                                             |
| Lindsay Davenport       | 1     | 1          | 1    | 0     | 2000                                                             |
| Justine Henin           | 1     | 1          | 1    | 0     | 2004                                                             |
| Amélie Mauresmo         | 1     | 1          | 1    | 0     | 2006                                                             |
| Maria Sharapova         | 1     | 1          | 1    | 0     | 2008                                                             |
| Kim Clijsters           | 1     | 1          | 1    | 0     | 2011                                                             |
| Li Na                   | 1     | 1          | 1    | 0     | 2014                                                             |
| Angelique Kerber        | 1     | 1          | 1    | 0     | 2016                                                             |
| Caroline Wozniacki      | 1     | 1          | 1    | 0     | 2018                                                             |
| Sofia Kenin             | 1     | 1          | 1    | 0     | 2020                                                             |
| Ashleigh Barty          | 1     | 1          | 1    | 0     | 2022                                                             |

### Campeãs por país
|  | Recorde      |
|  | País Extinto |

| País           | Total | Era aberta | Duro | Grama |
| -------------- | ----- | ---------- | ---- | ----- |
| Austrália      | 44    | 10         | 1    | 43    |
| Estados Unidos | 25    | 17         | 11   | 14    |
| Alemanha       | 5     | 5          | 5    | 0     |
| Iugoslávia     | 3     | 3          | 3    | 0     |
| Suíça          | 3     | 3          | 3    | 0     |
| Grã-Bretanha   | 3     | 1          | 0    | 3     |
| Bélgica        | 2     | 2          | 2    | 0     |
| Bielorrússia   | 2     | 2          | 2    | 0     |
| Checoslováquia | 2     | 2          | 0    | 2     |
| França         | 2     | 2          | 2    | 0     |
| Japão          | 2     | 2          | 2    | 0     |
| China          | 1     | 1          | 1    | 0     |
| Dinamarca      | 1     | 1          | 1    | 0     |
| Rússia         | 1     | 1          | 1    | 0     |